# Lubin Manufacturing Company
Lubin Manufacturing Company foi uma companhia de produção cinematográfica estadunidense da era do cinema mudo, que teve suas atividades entre 1902 e 1916. Os “Lubin films” foram distribuidos com a  marca do Liberty Bell.

## Histórico
A Lubin Manufacturing Company foi formada em 1902 e incorporada em 1909, na Filadélfia, Pensilvânia, por Siegmund Lubin. A empresa originou-se da empresa de equipamentos, produção e distribuição Lubin films, iniciada em 1896.
Siegmund Lubin, um imigrante judeu da Polônia, foi originalmente um expert em óptica e fotografia na Filadélfia, que se interessou pela câmera de filmes de Thomas Edison e viu a chance de vender os equipamentos de filmagens, assim como de fazer os filmes. Em 1897, Lubin começou a produzir filmes para lançamento comercial, e reencenou a luta pelo campeonato mundial de boxe na categoria pesos pesados entre James Corbett e Bob Fitzsimmons, usando como “atores” dois ferroviários.
Certo da prosperidade de seu negócio, em 1896 Lubin alugou um espaço de baixo custo no telhado de um edifício na área de negócios de Filadélfia. Conhecido como "Pop" Lubin, ele construiu um equipamento que combinava câmera e projetor, ao qual chamou "Cineograph", e seu baixo preço e marketing lhe trouxeram razoável sucesso. Ele exibiu seu novo equipamento em 1899, na National Export Exposition, na Filadélfia, e na Pan-American Exposition de 1901, em Buffalo, Nova Iorque.
O apetite insaciável do público americano pelo entretenimento cinematográfico fez com que a Lubin tivesse um enorme crescimento. Auxiliado pelo escritor e poeta francês Hugh Antoine d'Arcy, que serviu como o gerente de publicidade do estúdio, em 1910 Siegmund Lubin construiu um estúdio na esquina da Indiana Avenue e Twentieth Street, na Filadélfia, que ficou conhecido como “Lubinville”. Na época, era um dos mais modernos estúdios do mundo, com um enorme palco artificialmente iluminado, salas, laboratórios e estúdios de edição. A instalação permitiu a realização simultânea de várias produções. A Lubin Manufacturing Company expandiu suas produções além da Filadélfia, com subsidiárias em Jacksonville, na Flórida, Los Angeles e Coronado, na Califórnia.

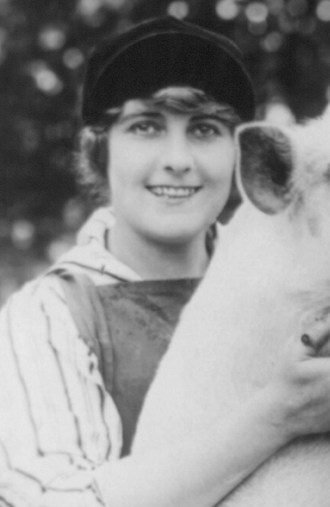
Pearl White, uma das estrelas do Lubin Studios.

Em 1912, Lubin comprou uma propriedade de 350 acres em Betzwood, no que era então uma paisagem rural na periferia noroeste da Filadélfia e converteu a propriedade em um estúdio cinematográfico. O estúdio de Betzwood foi comprado pela Betzwood Film Company, da qual o genro de Lubin era o gerente geral.

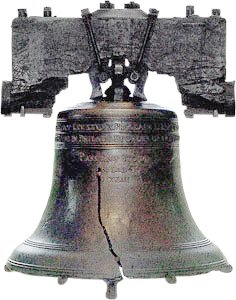
O Sino da Liberdade, símbolo dos filmes da Lubin Manufacturing Company.

Alguns dos atores pioneiros que trabalharam com Lubin foram Harry Myers, Florence Hackett, Alan Hale, Sr., Arthur V. Johnson, Florence Lawrence, Ethel Clayton, Gladys Brockwell, Edwin Carewe, Ormi Hawley, Rosemary Theby e Pearl White. A Lubin Company marcou, também, o primeiro aparecimento de Oliver Hardy, que começou a trabalhar no estúdio de Jacksonville, na Flórida, em 1913. A primeira apresentação na tela de Hardy foi no filme de 1914, Outwitting Dad, onde ele foi anunciado como O. N. Hardy. Em muitos de seus filmes posteriores na Lubin, ele foi anunciado como "Babe Hardy". Ele era escalado mais frequentemente como "o pesado" ou o vilão e teve papéis em curta-metragens de comédia, aparecendo em 50 filmes da Lubin em 1915.
No entanto, a queda da companhia veio ainda mais rápido do que a sua ascensão meteórica. Não ter sido tão hábil como seus concorrentes na mudança para filmes de longa-metragem de qualidade, além de um desastroso incêndio em seu principal estúdio em junho de 1914, o qual destruiu os negativos de um grande número de filmes novos inéditos, prejudicaram severamente o negócio. Quando a Primeira Guerra Mundial estourou na Europa em setembro daquele ano, a Lubin Studios e outras companhias americanas perderam uma grande fonte de renda vinda das vendas externas.
Em 1915, a Lubin Company fez um acordo com a Vitagraph Studios, Selig Polyscope Company e Essanay Studios para formar uma parceria de distribuição de filmes, a V-L-S-E. No entanto, o declínio das operações Lubin havia continuado e os acórdãos do Supremo Tribunal Federal dos Estados Unidos contra o monopólio da Motion Picture Patents Company acarretaram o fim do negócio de Lubin. Depois de fazer mais de mil filmes, a corporação foi forçada à falência, e em 1 de setembro de 1916 a Lubin Manufacturing Company fechou as suas portas para sempre.
A Wizard Film Company, companhia cinematográfica fundada por Louis Burstein em 1915, juntou-se a Mark M. Dintenfass, comprando a Lubin Manufacturing, com a formação então da Vim Comedy Film Company, que passou a produzir os filmes de Oliver Hardy.

## Motion Picture Patents Company
Por muitos anos a Lubin Manufacturing Company, como a maioria dos outros grandes estúdios de cinema, travaram uma batalha legal com Thomas Edison, que apresentou repetidas ações judiciais contra a Lubin por violação de direitos autorais. No entanto, a Lubin acabou cedendo e se tornando parte da Motion Picture Patents Company, que exercia o monopólio da produção e distribuição de filmes e produtos cinematográficos por Edison. A Motion Picture Patents Co. e a General Film Co., que fazia a distribuição de filmes através do “truste”, foram acusadas de violação da “Lei Antitrust” em outubro de 1915, e foram dissolvidas em 1918.